# Dion Dreesens
Dion Dreesens (ur. 30 kwietnia 1993 w Venray) – holenderski pływak, specjalizujący się w stylu dowolnym.
Wystartował na igrzyskach olimpijskich w Londynie (2012) w wyścigu na 200 metrów stylem dowolnym, gdzie zajął 27. miejsce z czasem 1:49.00.